# 通泉草
通泉草（学名：Mazus pumilus）是通泉草科通泉草屬植物。常生長在較為潮濕的草地；從低海拔的荒地、溝渠旁，都很容易發現它的身影。潮溼之地常常意味著泉水水源在附近，因此可能是「通泉」命名的由來。遍布中国大陆（内蒙古、宁夏、青海及新疆除外）以及台湾、日本（琉球群岛）、越南、俄罗斯、朝鲜、菲律宾、泰国、印度尼西亚、不丹、克什米尔、印度锡金、新几内亚等地。
其种加词“pumilus”意为“矮小的”。